# Tysiąc i jedna opera
Tysiąc i jedna opera (fr. Mille et un opéras) – leksykon autorstwa Piotra Kamińskiego, książka poświęcona operze. Kompendium opisujące około tysiąc pozycji gatunku, obejmujące dzieła ponad 230 kompozytorów. Pozycja została wydana po raz pierwszy we Francji w wydawnictwie Fayard w roku 2003. Częściowo przetłumaczona i rozszerzona, w Polsce została wydana po raz pierwszy przez Polskie Wydawnictwo Muzyczne 17 października 2008 roku w dwóch tomach (ISBN 978-83-224-0901-5).

## Historia
Dzieło liczy łącznie niemal tysiąc dziewięćset stron (tom I, A–M, stron 1072; tom II, N–Ż, stron 806, format arkusza: B5, stojący). Prace Piotra Kamińskiego trwały 13 lat (8 lat do Mille et un opéras i kolejne 5 lat przygotowań polskiego wydania), a wersję polską rozszerzył autor w stosunku do francuskiej o wiele utworów takich rodzimych kompozytorów jak: Stanisław Moniuszko, Karol Kurpiński, Ludomir Różycki, Eugeniusz Knapik, Zbigniew Rudziński i Tadeusz Baird. Równocześnie twórczość wielu uznanych światowych kompozytorów została ujęta całościowo, gdzie Kamiński przedstawił opisy ich wszystkich oper, ale także, jak choćby w przypadku Georga Friedricha Händla, innych utworów scenicznych.
Wyjątkowość dzieła Piotra Kamińskiego polega na tym, że Tysiąc i jedna opera została napisana przez jedną osobę, a nie zespół redakcyjny, jak ma miejsce w przypadku innych, podobnie obszernych kompendiów operowych, co pozwoliło zachować jednolitość stylu i ocen w całej książce. Autor jako jedyny w tego typu publikacjach podaje obsady prapremier, co czyni jego pracę szczególnie cenną.
Poszczególne utwory są opisane według nazwisk kompozytorów w porządku alfabetycznym, gdzie prezentowany jest też biogram danego twórcy, następnie zaś zgodnie z chronologią ich powstawania przedstawiane są kompozycje. Każdy utwór danego kompozytora opisywany jest według następującego schematu: tytuł polski (jeśli jest) i oryginalny, imię i nazwisko librecisty, osoby i premierowa obsada wraz z datami i miejscami premier, treść, historia, komentarz i na końcu rekomendowane przez Kamińskiego wykonania CD i DVD.
Opisane są tutaj cztery wieki istnienia opery, od jej najwcześniejszych początków do końca wieku XX. Zarówno kompozycje twórców barokowych aż do współczesnych są przedstawiane możliwie najobszerniej.
Mille et un opéras w wydaniu francuskim była wydawana pięciokrotnie jeszcze przed rokiem 2008 i wydaniem wersji polskiej i już wówczas osiągnęła łączną sprzedaż na poziomie 15 000 egzemplarzy. Uzyskała przy tym najwyższe oceny krytyki zarówno francuskiej, jak i światowej w ogóle.
W 2008 Tysiąc i jedna opera została uhonorowana nagrodą Wojciecha Bogusławskiego jako najlepsza teatralna książka roku.
W 2014 wydawca, PWM, przedstawił czytelnikom e-book Sto i jedna opera będący skróconym przewodnikiem w takiej wersji i równocześnie zapowiedzią jednolitego papierowego wydania dzieła (całość, bez podziału na tomy), które zrealizował w 2015.